# Валето
Валѐто е село в Северна България. То се намира в община Елена, област Велико Търново.
Към 1934 г. селото има 51 жители. В днешно време няма постоянно население. От 2008 г. влиза в землището на село Костел.